# Stade Omnisports (Le Lametin)
Stade Omnisports lub Stade Georges-Gratiant – wielofunkcyjny stadion w Le Lamentin, na Martynice. Jest obecnie używany głównie dla meczów piłki nożnej i gości domowe mecze klubów Aiglon du Lamentin i CS Bélimois. Stadion mieści 8500 osób.